# باتچ میلر
باتچ میلر (انگلیسی: Bushwhacker Butch; ۲۱ اکتبر ۱۹۴۴ – ۲ آوریل ۲۰۲۳) کشتی‌گیر کشتی حرفه‌ای، و بازیگر اهل نیوزیلند بود.
وی همچنین برندهٔ جوایزی همچون تالار شهرت دبلیودبلیوای شده است.